# Institut des sciences du sport
 (août 2022).
L'Institut des Sciences du Sport (I2S) , est un établissement d’enseignement supérieur marocain , crée en 2016 à Settat , spécialisé dans les Sciences du Sport, . Seul et 1er établissement du genre au Maroc. 
Fruit d’un partenariat entre l'Université Hassan-Ier, le ministère de l’Éducation nationale, du Préscolaire et des Sports, et le ministère de l'enseignement supérieur, de la recherche scientifique et de l'innovation, il vise à contribuer, à travers une offre de formation adéquate et de haut niveau, à la vision de restructuration du sport national lancée par le Royaume . 

## Formation

### Formation Initiale
L’institut des sciences du sport développe ses cursus de formations en trois domaines :
Licence universitaire d’éducation:   
- Filière Universitaire d’Éducation en Éducation Physique et Sportive (FUEEPS)

Bachelors :   
- Management du sport (BMS)
- Entrainement sportif (BES)
- technologies du sport 2

Masters spécialisés :   
- Management du Sport et Gouvernance des Organisations Sportives (MSGOS)
- Sport et Santé (MSS)
- Transformation Digitale et Technologies du Sport(MTDTS)

### Formation Continue
L’Institut des Sciences du Sport de Settat accorde une grande place à la formation continue. Il propose une offre qui se compose de diplôme universitaire de type Licence professionnelle ou de type Master :
Licences universitaires professionnelles :
- Coaching sportif
- Communication et analyses des événements sportifs
- Droit du sport
- Management du sport

Masters universitaires professionnels :
- Management du sport, Entrepreneuriat et événementiel
- Coaching et optimisation de la performance sportive
- Management du sport